# Orlando Silva
Pour les articles homonymes, voir Silva.
Orlando Garcia da Silva, né le 3 octobre 1915 à Rio de Janeiro et mort le 7 août 1978 dans la même ville, est un chanteur brésilien de la première moitié du XXe siècle.

## Biographie

### Enfance et premiers emplois
Orlando Garcia da Silva naît le 3 octobre 1915, à sept heures du matin, dans la Rua Augusta, aujourd'hui General Clarindo, dans le quartier Engenho de Dentro de Rio de Janeiro. Son père, José Celestino da Silva, guitariste et nettoyeur de l'Estrada de Ferro Central do Brasil, meurt quand Orlando a trois ans, victime de la grippe espagnole qui ravage alors le pays.
Il doit quitter l'école très tôt, alors qu'il sait à peine lire, écrire et effectuer les quatre opérations de calcul, pour aider sa mère, Dona Balbina, qui est blanchisseuse. Il travaille comme livreur de boîtes à lunch, cordonnier, coursier pour Western (avec un salaire de 3,50 cruzeiro par jour), vendeur de tissus et de vêtements, changeur d'autobus, ouvrier dans une usine de céramique et livreur de colis pour Casa Reunier. Dans tous ces emplois, il profite de ses pauses pour chanter à ses camarades (principalement des chansons de Francisco Alves et Carlos Galhardo, ses idoles).
Un matin d'août 1932, alors qu'il saute dans un tramway en marche sur la Place de la République, il glisse et tombe sur les voies, son pied heurtant le véhicule. À l'hôpital, où il est longuement soigné, ses orteils sont amputés, mais les médecins laissent les coupures ouvertes, pensant que le saignement empêcherait l'infection. Il reste à l'hôpital pendant près de six mois, prenant de la morphine pour supporter la douleur - il développera plus tard une dépendance à cette drogue, qui absorbera une part considérable de ses revenus de chanteur.

### Carrière musicale

#### Premières œuvres et célébrité
Un jour, Orlando est emmené par son frère aîné Edmundo pour passer un essai sur Radio Cajuti, mais il échoue. Il se présente également à l'émission de Renato Murce sur Radio Philips, mais ne réussit pas non plus. Ces échecs successifs l'amènent à envisager d'abandonner la chanson.
Lors de son essai à Cajuti, Orlando est cependant auditionné par Bororó, qui souhaite donner une chance au nouveau venu. Il l'emmène alors au Café Nice et le présente à Francisco Alves, qui entend Orlando chanter dans sa voiture et décide immédiatement de le lancer dans son propre programme de Radio Cajuti, qui l'avait rejeté auparavant. C'est ainsi que le 24 juin 1934, Orlando fait sa première apparition.
Orlando reste à la station de radio pendant six mois jusqu'à ce qu'il soit invité par RCA Victor à rejoindre le chœur du label. Après le carnaval de 1935, il enregistre pour le label un disque contenant Lágrimas et Última Estrofe, tous deux de Cândido das Neves (pt).
En 1936, il participe à l'inauguration de la Rádio Nacional et est le premier chanteur à s'y produire, interprétant Caprichos do Destino, de Pedro Caetano et Claudionor Cruz. C'est également le premier à proposer une émission exclusive, diffusée le dimanche en fin d'après-midi.
Son succès à l'époque est tel que ses fans prennent l'habitude de collectionner des pièces de ses vêtements, avant que le chanteur Cauby Peixoto ne devienne célèbre pour cela. Ses disques battent des records de vente. Son premier succès au carnaval est Abre a Janela, de Roberto Roberti (pt) et Arlindo Marques Júnior.
Selon le journaliste Walter Silva, le présentateur Oduvaldo Cozzi commence à le présenter comme « le chanteur des foules » car Orlando attire les foules non seulement lors de ses représentations publiques, mais aussi le long des rues et des avenues, où les gens se rassemblent pour écouter sa voix diffusée par des haut-parleurs installés le long de la route. Lors d'une représentation sur le balcon du Rádio Cruzeiro do Sul à São Paulo, par exemple, Orlando chante devant un public estimé à 100 000-150 000 personnes, ce qui correspond à environ 15 % de la population de la ville à l'époque.

#### Déclin et dernières décennies de vie

Orlando Silva, 1959.

Au début des années 1940, Orlando intensifie sa consommation de drogues en même temps que sa carrière décline, ce qui l'amène à prendre davantage de stupéfiants. En 1946, il perd son contrat avec la Rádio Nacional, qui tente de le réembaucher quelques années plus tard, mais finit par le renvoyer à nouveau. En 1947 et 1948, il réussit à enregistrer respectivement sept et trois disques, mais en 1949, Odeon rompt également avec lui.
En 1961, Orlando tente un dernier coup avec RCA Victor : un projet de réenregistrement de 32 de ses succès. Le biographe Ronaldo Conde Aguiar estime que le résultat est « embarrassant » et qu'Orlando n'est alors qu'un chanteur ordinaire. Après cela, ses derniers emplois sont quelques apparitions à la télévision.

### Vie privée
En 1940, Orlando entame une relation avec l'actrice Zezé Fonseca. Cette relation suscite la controverse parmi ceux qui suivent la vie du musicien ; certains disent qu'Orlando se tourne vers la drogue pour tenter de surmonter son amour non partagé pour elle, tandis que d'autres disent que c'est elle, qui n'est pas aimée de lui, qui a plus d'affection pour la drogue. Elle le quitte en 1943.
En 1947, Orlando rencontre Maria de Lourdes Souza Franco, avec qui il passe les dernières décennies de sa vie. Elle l'aide à renoncer à l'alcool et à réduire sa consommation de morphine.
Depuis l'amputation de ses orteils, Orlando se drogue, mais modérément. Au fur et à mesure que sa célébrité grandit, sa consommation de drogues s'intensifie et s'accompagne d'épisodes de dépression, qu'il tente d'atténuer en consommant davantage de drogues (principalement de la morphine et de l'alcool). Certains épisodes spécifiques sont attribués à l'intensification de sa dépendance : un traitement dentaire désastreux qui lui cause de fortes douleurs  ; la décision d'extraire toutes ses dents naturelles et de les remplacer par des dentiers affectent son émission vocale ; et même la nuit suivant un grand concert à São Paulo où le chanteur, agité, demande la visite d'une infirmière qui lui administre une dose de morphine dont l'effet apaisant plaît beaucoup au patient.
Parmi les personnes qui essayent d'aider Orlando, il y a Francisco Alves, qu'Orlando appelle son « père » et « la bénédiction de Dieu dans ma vie ». Francisco demande à des compositeurs d'offrir des chansons à Orlando, a emmène son ami à ses concerts et essaye de lui trouver une place dans les maisons de disques.

### Mort
Orlando Silva meurt le 7 août 1978 à Rio de Janeiro, d'une ischémie cérébrale.

## Discographie
Liste d'après Aguiar, l'Instituto Memória Musical Brasileira et le Dicionário Cravo Albin da Música Popular Brasileira,, :

### Albums
- (1957) Serenata com Orlando Silva
- (1959) Carinhoso
- (1960) Última estrofe
- (1961) Por ti
- (1962) Sempre sucesso
- (1966) Enquanto houver saudade
- (1968) Orlando Silva, o cantor das multidões
- (1969) Orlando Silva, o eterno seresteiro
- (1973) Orlando Silva, Hoje
- (1991) Orlando Silva
- (1993) Canção do amor que eu lhe dou
- (1994) Quero beijar-te ainda

### 78 tours
- (1935) Céu moreno/Chora cavaquinho
- (1935) Não é proceder/Já é de madrugada
- (1935) A última estrofe/Lágrimas
- (1935) No quilômetro dois/Para Deus somos iguais
- (1935) Olha a baiana/Ondas curtas
- (1936) Mulher fingida/Não há, ó gente, ó não!
- (1936) Dom Quixote/Primeira mulher
- (1936) Vai mulher da orgia/Amar uma mulher
- (1936) Cidade do arranha-céu/Não pretendo mais amar
- (1936) Foi você/Não volto mais
- (1936) Dama do cabaré/Cidade mulher
- (1936) Fui feliz/Cancioneiro
- (1936) História Joanina/Mágoas de caboclo
- (1936) Pela primeira vez/Tristeza
- (1936) Apoteose do amor/Não foi por amor
- (1936) Menina dos meus olhos
- (1936) Viva a liberdade/Se a orgia se acabar
- (1936) Orgia/Ponto de interrogação
- (1937) Tua beleza/Abre a janela
- (1937) Não beba mais/Agora é tarde
- (1937) Jurei mas fracassei/Sabe quem é? Você!
- (1937) Alegria/Minha intenção
- (1937) Ciúme sem razão/O prazer é todo meu
- (1937) A última canção/Lágrimas de rosa
- (1937) Solidão/Horas iguais
- (1937) Boêmio/Rainha da beleza
- (1937) Carinhoso/Rosa
- (1937) Aliança partida/Amigo leal
- (1937) Juramento falso/Lábios que beijei
- (1938) O homem sem mulher não vale nada/História antiga
- (1938) Meu consolo é você/A jardineira
- (1938) Uma saudade a mais... uma esperança a menos/Balalaika
- (1938) Meu coração a teus pés/Amigo infiel
- (1938) Página de dor/Eu sinto vontade de chorar
- (1938) Meu pranto ninguém vê/Errei, erramos
- (1938) Nada além/Enquanto houver saudades
- (1938) Adeus/Deusa do cassino
- (1938) Meu romance/Neusa
- (1938) Caprichos do destino/História de amor
- (1939) Jardim da infância/Tenho amizade a você
- (1939) Malmequer/A primeira vez
- (1939) Carioca/Encontrei minha amada
- (1939) Perdoar é para Deus/Vai cumprir o teu fado
- (1939) Zíngaro/Como tu ninguém
- (1939) Buenos Aires/Por ti eu me rasgo todo
- (1939) Número um/Espelho do destino
- (1939) Que importa para nós dois a despedida/Cidade brinquedo
- (1939) Por ti/Sertaneja
- (1939) Dá-me tuas mãos/Uma dor e uma saudade
- (1939) Por quanto tempo ainda/Jamais irei onde tu fores
- (1940) Meu coração te chama (Vem amor)/Minha companhia é a colombina
- (1940) Vamos cantar/Quando teus olhos fitei
- (1940) Depois que você me deixou/Quem pela vida passou
- (1940) Curare/Naná
- (1940) Quero voltar aos braços teus/Plantando o bem colhe o bem
- (1940) Voz do dever (Com Ismênia dos Santos)/Desilusão
- (1940) Na Balalaíka/Quando se pede a uma estrela
- (1940) E o vento levou/Pour vous, madame
- (1940) Maria, Maria/Em pleno luar
- (1940) A felicidade perdeu seu endereço/Não creio na ventura
- (1940) Coqueiro velho/Súplica
- (1941) Chica...Chica boa/Pensando em ti
- (1941) Lero-lero/Favela querida
- (1941) Meu camarada/Tá difícil de encontrar
- (1941) Preconceito/Quem cantar meu samba
- (1941) Eu sei/Quando a noite vem
- (1941) Noite da garoa/Mentirosa
- (1941) Eu te amo/Perdão amor
- (1941) Lágrimas de homem/Sinhá Maria
- (1941) Rosinha
- (1941) Eu trabalhei/A voz do povo
- (1942) Alvorada/Inimigo do samba
- (1942) Adolfito mata-moros (A los toros)/Lealdade
- (1942) Faixa de cetim/Quero dizer-te adeus!
- (1942) Terra boa/Três amizades
- (1942) Volta/Mês de maio
- (1942) Quando a saudade apertar/Meu caboclo
- (1942) Lágrimas/Mágoas de caboclo
- (1942) Aos pés da cruz/Sorrisos
- (1943) Adolfito mata-mouros/Lealdade
- (1943) Falte tudo/Atire a primeira pedra
- (1943) Querida Leonor/Melhorei
- (1943) Feiticeira/Botões de laranjeira
- (1943) Ilha dos amores/Confiança
- (1943) Não sei porque/Não minto
- (1943) Nossas vidas... sempre iguais/Duas negativas
- (1943) Louco/Febre de amor
- (1943) Sempre no meu coração/Eu te espero
- (1943) Há sempre alguém/Não terminei tua canção
- (1943) Será verdade?/Podes mentir
- (1943) Olhos magos/Noutros tempos... era eu
- (1943) Duas vidas/Enigma
- (1943) Orgulho da minha terra/Quero-te como és
- (1944) Antes só que mal acompanhado/Seu endereço
- (1944) O diabo disse não/Confessa coração
- (1944) Grande mulher/Basta
- (1944) Dúvida cruel/Livro do passado
- (1944) Amor, amor, amor!/Soluço de mulher
- (1944) Bonita/Meu poema
- (1944) A carta (1)/A carta (ll)
- (1944) Boa noite querida/Seringueiro
- (1944) Estrela Dalva/Dois amigos
- (1944) Rococó/Não serás feliz
- (1944) Minha devoção/Apartamento pequenino
- (1945) Mariposa/Se eu tiver que escolher
- (1945) Três dias é pouco/Se eu fosse milionário
- (1945) Um pracinha na Itália/Jurei
- (1945) Nosso amor/Só uma louca não vê
- (1945) Ela vai voltar/Samba da roça
- (1945) Prisioneiro/Brigamos outra vez
- (1945) Carioca boêmio/Voltei sertaneja
- (1945) Se você que ser alguém/Beguim the beguine
- (1945) Paz na terra/E guardarás uma saudade!
- (1945) Minha crença/Tudo é possível
- (1945) Brasa/Quando dois destinos divergem
- (1945) Canção do trabalhador brasileiro (l)
- (1945) Sempre (Always)/A história do pierrô
- (1946) Mulher sensação/Gostei de você
- (1946) Argentina/Seu erro não tem perdão
- (1946) Ela foi cruel pra mim/Sou o número um
- (1946) Não me deixes sozinho/Eu, ele e você
- (1946) O velho tempo/Tormento
- (1946) Pássaro cativo/Dissimulada
- (1946) Chuva demais/Companheiro
- (1947) Tristeza... Saudade/Maldito amor
- (1947) Enquanto houver amor/Jornal de ontem
- (1947) Saudade do lar/Mais uma
- (1947) Cigana/Desunião
- (1947) Eterno castigo/Saudade
- (1947) Esquisita/Zé Ponte
- (1947) Abgai/Perdoa, meu amor!
- (1947) Cigana (The gipsy)/Poema imortal
- (1948) Teu amor e o meu/Flor mulher
- (1949) Pecadora/Mensagem de saudade
- (1949) Beijando as tuas mãos/A que ponto chegaste
- (1949) Se fosses minha/Mais um amor... mais uma desilusão
- (1949) Recordação... Saudade/Voltaste
- (195) Tenho medo/Muié de oio azul
- (1951) Que culpa tenho eu?/Você já jurou
- (1951) Senhor, me ajude/Não me importa que a tábua rache
- (1951) Vagabundo/S.O.S
- (1952) Morena pecado/Quem ama não condena
- (1952) Adeus... (Cinco letras que choram)/Noite de Natal
- (1952) Glória/Teus olhos castanhos
- (1952) Tenho ciúme/Moreninha
- (1952) Sempre te amei/Pedras dispersas
- (1952) Amor... Saudade/Tem dó
- (1952) Saudade/Voltei sertaneja
- (1953) A valsa do Natal/Feliz Natal para você
- (1953) Terra seca/Faceira
- (1953) Risque/Inquietação
- (1953) Aquela mascarada/Exaltação à cor
- (1953) Meu lampião/Escravo do amor
- (1953) Boêmio de raça/Prá que velho quer broto?
- (1953) Sempre/O velho tempo
- (1953) Companheiro/Carioca boêmio
- (1953) Seringueiro/Rococó
- (1954) Obrigado Maria/Adeus
- (1954) De que vale a vida sem amor/Não... e sim
- (1954) Canta, cigana/Amanhecendo
- (1954) Valsa do meu subúrbio/Promessa
- (1954) Feitiçaria/Mulher
- (1954) Dona Light/Jogado fora
- (1954) Marcha das flores/Herança
- (1955) Mundo de madeira/Namoro da vovó
- (1955) Dia de pagamento/Bem-te-vi
- (1955) Cristo Redentor/Soror Maria
- (1955) Quero beijar-te ainda/Não foi o tempo
- (1955) Os rios correm pro mar/Velho realejo
- (1955) Caco velho/Tu
- (1955) Carta de adeus/Renúncia
- (1955) O choro do bebê/Fui traído
- (1955) Senhora Fortuna/Se o corpo agüentasse
- (1956) Tudo foi ilusão/Subúrbio
- (1956) Dona saudade/Penumbra
- (1956) Rosa de maio/Trapo de gente
- (1957) No tempo das flores/A tua cruz
- (1957) Canção para mamãe/Lembrando mamãe
- (1957) Carta a alguém/Dilema
- (1957) Luar de Paquetá/Olhos japoneses
- (1957) Marcha do vira/Cirandinha
- (1958) Eu não quero você/Marcha do relógio
- (1958) Mentiras/Eu e ele
- (1958) Eu chorarei amanhã/Bailarina
- (1959) Rosalinda/Timidez
- (1959) Fuga/Desprezo
- (1960) Vai/Minhas valsas serão sempre iguais
- (1960) O azar é teu/Eu te dei a mão
- (1960) Calcule eu/Ontem à tarde
- (1961) Cabeça branca/Quando a mulher não quer
- (1961) Lágrimas/Mágoas de caboclo
- (1961) Lágrimas de homem/Sinhá Maria
- (1961) Curare/Naná
- (1961) Coqueiro velho/Súplica
- (1961) Número um/Espelho do destino
- (1961) Por ti/Sertaneja
- (1961) Meu coração a teus pés/Amigo infiel
- (1961) Página de amor/Eu sinto vontade de chorar
- (1961) Adeus/Deusa do cassino
- (1961) Meu romance/Neusa
- (1961) Caprichos do destino/História de amor
- (1961) Carinhoso/Rosa
- (1961) Aliança partida/Amigo leal
- (1961) Juramento falso/Lábios que beijei
- (1961) Céu moreno/Chora cavaquinho
- (1961) Última estrofe/Tristeza
- (1961) Terminarei tua canção/Canção do amor que eu lhe dou
- (1962) Marcha dos namorados/Adeus amor
- (1962) Eu te perdôo/Penso em teus olhos
- (1962) Canção da eterna despedida/Palavras

## Filmographie
Liste d'après Aguiar :
- 1936 Cidade-Mulher
- 1939 Banana-da-Terra
- 1940 Laranja-da-China
- 1959 Garota Enxuta
- 1968 O Rei da Pilantragem